# Estación de Reni
La estación de Reni es una estación de ferrocarril de pasajeros ucraniana operada por Ferrocarriles de Odesa. Se sitúa en la localidad de Reni, al suroeste de la óblast de Odesa.
Se sitúa junto a la frontera con Moldavia. Posee una ubicación peculiar, ya que se trata de una especie de "isla": es el lugar donde el ferrocarril de Abaclia a Giurgiulești llega a Ucrania. Por consiguiente, por la estación no pasan los ferrocarriles de las líneas de cercanías de Odesa.

## Historia
La estación fue inaugurada en 1879, cuando se abrió al tráfico el ferrocarril de Reni a Bender. 
Antes de 1992, la estación estaba subordinada a los ferrocarriles de Moldavia. Tras la independencia ucraniana y, en consecuencia, el establecimiento de la frontera, la estación se incluyó en la red ferroviaria de Odesa. 